# Echinozercon
Echinozercon es un género de ácaros perteneciente a la familia Zerconidae.

## Especies
Caurozercon C. Blaszak, 1975
- Echinozercon americanus Blaszak, 1982
- Echinozercon orientalis C. Blaszak, 1975